# Бобо (народ)
Бобо су етничка група која углавном настањује Буркину Фасо и погранични простор северно од ње у Малију. Бобо је такође скраћена верзија имена другог највећег града Буркине Фасо, Бобо Дјуласа.
У литератури о афричкој уметности, група која живи око Бобо-Дјуласа се зове Бобо-Финг, или "црни Бобо" у буквалном преводу. Ти људи зову себе Бобо и говоре језиком Бобо из породице Мандејских језика. Има их око 110.000, од којих већина живи у Буркини Фасо. Највеће насеље Бобоа је Бобо-Дјуласа на југу државе, стара престоница Француске Горње Волте. Већи бобојски градови даље на северу Буркине Фасо укључују Фо и Коуку, а на крајњем северу бобојског етничког простора налази се град Боура у Малију.
Бобои су далеко од хомогеног народа. Они су заједница више племена која су се окупила око одређеног броја кланова који нису сачували своју усмену традицију о досељавању на то подручје. Њихов језик и култура су уже повезани са културом и језиком њихових мандејских комшија, народа Бамбара (на северу и западу), него са јужним и источним суседима Гурунсима и Мосима, који говоре гурским језицима. Требало би их посматрати као јужну грану мандијских народа који живе у данашњој Буркини Фасo, пре него као потомке мандејских досељеника који су се недавно доселили. 

## Привреда
Пољопривреда је од изузетне важности међу Бобо народима. Агрикултура није само начин обезбеђивања хране, већ је изузетно важна компонента њиховог свакодневног живота. Најзаступљенији усеви су црвени сирак, просо, батат, и кукуруз. Такође гаје и памук, који се продаје текстилним фабрикама у Коудогоуу. Колонијализам и подизање фабрика је довело до распада локалног привредног система заснованог на кооперацији.

## Друштвено уређење
Сродство је темељ бобојског друштва. Бобои су децентрализовани народ. Концепт давања политичке моћи у руке појединца је стран Бобоима. Свако село је организовано према односима између индивидуа, по патрилинеарној основи што уједињује све потомке заједничког претка.

## Религија
Бог-створитељ је Вуро. Он не може бити описан, нити представљен у скулптури. Космогонија Бобо народа описује како је Вуро створио свет и поретку његових стварања. Он је створио ствари у паровима: човек/дух, мушко/женско, село/жбун, друштво/природа и тако даље. Вуро је направио избалансиране силе, које човек лако може да избаци из равнотеже. Пољопривреда, на пример, може да убаци неред и избаци баланс између сила као што су друштво/природа и село/жбун када се усеви покупе и донесу у село.

## Маске
Маске се деле на три групе: антропоморфне, зооантропоморфне и зооморфне.
На зооморфним маскама се налазе представе бика, овна и птица. Маска је мало стилизована, блиска природном изразу.
Зооантропоморфне маске, или Нво маске, имају лице у облику равног диска, на коме су урезане очи у облику концентричних кругова и уста у облику круга. Изнад лица маске се налази искривљени зуб и  дугачка и узана плоча у облику змије, украшена геометријским симболима, чије значење је познато само малом броју чланова заједнице. На лицу маске се налазе антропоморфни елементи и представа птице.
Антропоморфне маске имају равно лице са испупченим челом и танким носом, а изнад лица се налази женска фигура или фигура камелеона.
Број и боја геометријских симбола на маски представљају кодове који се могу дешифровати: три је ознака броја и продности мушкараца, четири ознака броја и плодности жена, седам је елемент јединства мушког и женског принципа, хармоније у космосу. Црвена боја значи крв, снагу, живот. Број седам и црвена боја имају исту вредност, обе су симболи плодности и виталне енергије стваралаца света.
Бобојске маске имају значајну улогу у ритуалима и празницима у којима се млади упознају са принципима на којима почива заједница.